# New False Prophet
A New False Prophet a francia egyszemélyes black metal együttes Mütiilation második középlemeze és egyben első kiadása, ami Meyhna'ch The Black Legions-ból való kiutasítása után készült el. Az albumot egy hét hüvelykes hanglemezen adta ki 2000-ben az End All Life Productions kiadó, 300 példányszámra korlátozva. Ez volt az első olyan Mütiilation-album, amit Meyhna'ch teljesen egyedül készített és vett fel.

## Számlista
A oldal
1. "New False Prophet" (6:45)

B oldal
1. "Glorious Evil Time" (4:28)

## Fordítás
Ez a szócikk részben vagy egészben  a   New False Prophet című angol Wikipédia-szócikk fordításán alapul.  Az eredeti cikk szerkesztőit annak laptörténete sorolja fel. Ez a jelzés csupán a megfogalmazás eredetét és a szerzői jogokat jelzi, nem szolgál a cikkben szereplő információk forrásmegjelöléseként.